# Stednavneforkortelse
Stednavneforkortelse er et system, som bruges forkortelse af stednavne, speciel med jernbaner, i postvæsen, telegrafvæsen samt luftfart (lufthavne og flyselskaber).
Systemet med stednavneforkortelser blev oprindeligt brugt til telegrammer, som blev afsendt intern i jernbanerne og på telegrafnettet. De danske forkortelser har været forsøgt koordineret imellem DSB og Post- og Telegrafvæsenet via Ministeriet for offentlige Arbejder.
Hos jernbanerne kom stednavneforkortelser, da telegraf blev brugt til kommunikation imellem stationerne. Telegrafen kom i Jylland allerede med åbningnen af den første jernbanestrækning - Århus-Randers i 1862, og på Sjælland blev telegraf indført med åbning af banen fra Roskilde til Korsør i 1856. I forbindelse med sammenlægning af banerne i Jylland-Fyn og Sjælland blev der ændret en række forkortelser i 1880'erne og mange af disse forkortelser bruges stadig i dag. De fleste af de gamle stationsforkortelser er på 2 tegn, men mange trinbrætter havde en forkortelse på 3 tegn med t som sidste bogstav og mange nye ekspeditionsteder har fået tildelt en forkortelse på 3 tegn.
Udover de egentlige stationer benyttes der også forkortelser for en række såkaldte togekspeditionssteder, hvor der normalt ikke holder persontog, men som ligger på en bane mellem to stationer. I nogle tilfælde har der tidligere været en station, og hvor man efter nedlæggelsen har bevaret krydsningsspor eller sidespor, som stadig skal kunne lokaliseres. I andre tilfælde har der aldrig været en station men til gengæld behov for sporskifter eller sidespor.

## Eksempler
I tidens løb er der blevet benyttet hundredvis af forkortelser, og følgende udpluk af forkortelser for jernbanestationer er derfor kun ment som eksempler.
- Kh = Københavns Hovedbanegård
- Kk = Østerport Station - Københavns Kystbanestation
- Ro = Roskilde Station
- Hz = Haslev Station - Eksempel på til tider nødvendig brug af mere kreative forkortelser.
- Sam = Svanemøllen Station - Eksempel på forkortelse med tre bogstaver.
- Nht = Nordhavn Station - Eksempel på "t" for trinbræt.
- Spr = Sprogø - Eksempel på togekspeditionssted uden passagerudveksling, her nogle sporskifter midt på Storebæltsforbindelsen.

## Eksterne links
- Liste over forkortelser dsb.dk